# Lignes rimées
Lignes rimées est un recueil de poésie de Xavier Forneret paru en juillet 1853. 

## Présentation
Le recueil est composé d'une préface, de 28 poèmes et d'une postface.

## Éditions modernes
- Xavier Forneret, Écrits complets : Volume I (1834-1876) – Théâtre, poésie, musique, Dijon, Les Presses du réel, 2013, 976 p. (ISBN 978-2-84066-487-1), édition établie par Bernadette Blandin